# MLB All-Star Game 2016
MLB All-Star Game 2016 – 87. Mecz Gwiazd ligi MLB, który odbył się 12 lipca 2016 roku na stadionie Petco Park w San Diego.
Był to trzeci All-Star Game przeprowadzony w tym mieście, wcześniej rozgrywany w 1978 i 1992 na Jack Murphy Stadium. Menadżerami obydwu zespołów byli Terry Collins z New York Mets, mistrza National League 2015 oraz Ned Yost z Kansas City Royals, mistrza American League 2015. Po raz pierwszy od 1985 roku w wyjściowym składzie znalazło się pięciu zawodników z jednego zespołu.
Pomimo iż mecz odbył się na obiekcie klubu National League, gospodarzem meczu był AL All-Star Team, o czym poinformował komisarz ligi Rob Manfred. W poprzednich latach Mecz Gwiazd odbywał się na przemian na obiekcie klubu American League, rok później na stadionie klubu National League, jednak zrezygnowano z tej formuły rozgrywania meczu. W lutym 2015 ogłoszono, iż Mecz Gwiazd 2017 odbędzie się ponownie na stadionie klubu National League – Miami Marlins. 11 lipca 2016 menadżerowie obydwu zespołów wybrali starterów: Johnny’ego Cueto (NL) i Chrisa Sale’a (AL).
Mecz zakończył się zwycięstwem American League All-Stars 4–2. Spotkanie obejrzało 42 386 widzów. Najbardziej wartościowym zawodnikiem meczu wybrano Erica Hosmera z Kansas City Royals, który zdobył home runa i zaliczył RBI single.

## Wyjściowe składy
| National League | National League | National League | National League | American League | American League    | American League | American League |
| #               | Zawodnik        | Klub            | Pozycja         | #               | Zawodnik           | Klub            | Pozycja         |
| --------------- | --------------- | --------------- | --------------- | --------------- | ------------------ | --------------- | --------------- |
| 1               | Ben Zobrist     | Cubs            | 2B              | 1               | José Altuve        | Astros          | 2B              |
| 2               | Bryce Harper    | Nationals       | RF              | 2               | Mike Trout         | Angels          | CF              |
| 3               | Kris Bryant     | Cubs            | 3B              | 3               | Manny Machado      | Orioles         | 3B              |
| 4               | Wil Myers       | Padres          | DH              | 4               | David Ortiz        | Red Sox         | DH              |
| 5               | Buster Posey    | Giants          | C               | 5               | Xander Bogaerts    | Red Sox         | SS              |
| 6               | Anthony Rizzo   | Cubs            | 1B              | 6               | Eric Hosmer        | Royals          | 1B              |
| 7               | Marcell Ozuna   | Marlins         | CF              | 7               | Mookie Betts       | Red Sox         | RF              |
| 8               | Carlos González | Rockies         | LF              | 8               | Salvador Pérez     | Royals          | C               |
| 9               | Addison Russell | Cubs            | SS              | 9               | Jackie Bradley Jr. | Red Sox         | LF              |
|                 | Johnny Cueto    | Giants          | P               |                 | Chris Sale         | White Sox       | P               |

| National League | 1 | 0 | 0 | 1 | 0 | 0 | 0 | 0 | 0 | 2 | 10 | 1 |
| American League | 0 | 3 | 1 | 0 | 0 | 0 | 0 | 0 | 0 | 4 | 8  | 1 |
| WP: Corey Kluber LP: Johnny Cueto SV: Zach Britton (1) Home runy: AL: Eric Hosmer (1), Salvador Pérez (1) NL: Kris Bryant (1) |   |   |   |   |   |   |   |   |   |   |    |   |

## Składy
| Miotacze - 68 Dellin Betances (3) - 35 Brad Brach (1) - 53 Zach Britton (2) - 37 Álex Colomé (1) - 17 Wade Davis (2) - 25 Marco Estrada (1) - 35 Cole Hamels (4) - 36 Will Harris (1) - 40 Kelvin Herrera (2) - 46 Craig Kimbrel (6) - 28 Corey Kluber (1) - 48 Andrew Miller (1) - 62 José Quintana (1) - 31 Danny Salazar (1) - 49 Chris Sale (5) - 41 Aaron Sanchez (1) - 35 Steven Wright (1) Łapacze - 13 Salvador Pérez (3) - 21 Stephen Vogt (2) - 32 Matt Wieters (4) DH - 10 Edwin Encarnación (3) - 34 David Ortiz (10) | Wewnątrzpolowi - 27 José Altuve (4) - 2 Xander Bogaerts (1) - 24 Miguel Cabrera (11) - 22 Robinson Canó (7) - 20 Josh Donaldson (3) - 35 Eric Hosmer (1) - 12 Francisco Lindor (1) - 9 Eduardo Núñez (1) - 13 Manny Machado (4) Zapolowi - 36 Carlos Beltrán (9) - 50 Mookie Betts (1) - 25 Jackie Bradley Jr. (1) - 20 Ian Desmond (2) - 21 Michael Saunders (1) - 45 Mark Trumbo (2) - 27 Mike Trout (5) | Menadżer - 3 Ned Yost |

| Miotacze - 49 Jake Arrieta (1) - 40 Madison Bumgarner (4) - 40 Bartolo Colón (4) - 47 Johnny Cueto (2) - 27 Jeurys Familia (1) - 16 José Fernández (2) - 74 Kenley Jansen (1) - 22 Clayton Kershaw (6) - 34 Jon Lester (4) - 35 Mark Melancon (4) - 13 Drew Pomeranz (1) - 44 A.J. Ramos (1) - 56 Fernando Rodney (3) - 31 Max Scherzer (4) - 37 Stephen Strasburg (2) - 34 Noah Syndergaard (1) - 49 Julio Teherán (2) Łapacze - 20 Jonathan Lucroy (2) - 28 Buster Posey (4) - 40 Wilson Ramos (1) | Wewnątrzpolowi - 28 Nolan Arenado (2) - 9 Brandon Belt (1) - 17 Kris Bryant (2) - 13 Matt Carpenter (3) - 36 Aledmys Díaz (1) - 44 Paul Goldschmidt (3) - 20 Daniel Murphy (2) - 4 Wil Myers (1) - 27 Addison Russell (1) - 44 Anthony Rizzo (3) - 5 Corey Seager (1) - 18 Ben Zobrist (3) Zapolowi - 32 Jay Bruce (3) - 52 Yoenis Céspedes (2) - 23 Adam Duvall (1) - 24 Dexter Fowler (1) - 5 Carlos González (3) - 34 Bryce Harper (4) - 37 Odubel Herrera (1) - 6 Starling Marte (1) - 13 Marcell Ozuna (1) | Menadżer - 10 Terry Collins |

- W nawiasie podano liczbę występów w All-Star Game.

## Ostateczne głosowanie
Po ogłoszeniu przez menadżerów pełnych 33-osobowych składów obydwu zespołów, od 5 lipca do 8 lipca 2015 trwało ostateczne głosowanie, mające na celu wyłonienie 34. zawodnika. Najwięcej głosów otrzymali Brandon Belt z San Francisco Giants i Michael Saunders z Toronto Blue Jays.
| Zawodnik         | Klub            | Pozycja         | Zawodnik        | Klub            | Pozycja         |
| American League  | American League | American League | National League | National League | National League |
| ---------------- | --------------- | --------------- | --------------- | --------------- | --------------- |
| Ian Kinsler      | Tigers          | 2B              | Brandon Belt    | Giants          | 1B              |
| Evan Longoria    | Rays            | 3B              | Ryan Braun      | Brewers         | OF              |
| Dustin Pedroia   | Red Sox         | 2B              | Jake Lamb       | Diamondbacks    | 3B              |
| Michael Saunders | Blue Jays       | OF              | Starling Marte  | Pirates         | OF              |
| George Springer  | Astros          | OF              | Trevor Story    | Rockies         | SS              |

## Home Run Derby
Home Run Derby odbyło się 11 lipca 2016. Zwycięzcą został Giancarlo Stanton.
|  |                         |                         |             |                   |    |          |                   |          |  |  |       |       |       |
|  | Ćwierćfinał             | Ćwierćfinał             | Ćwierćfinał |                   |    | Półfinał | Półfinał          | Półfinał |  |  | Finał | Finał | Finał |
|  | Ćwierćfinał             | Ćwierćfinał             | Ćwierćfinał |                   |    | Półfinał | Półfinał          | Półfinał |  |  | Finał | Finał | Finał |
|  |                         |                         |             |                   |    |          |                   |          |  |  |       |       |       |
|  |                         |                         |             |                   |    |          |                   |          |  |  |       |       |       |
|  | Mark Trumbo (BAL)       | Mark Trumbo (BAL)       | 16          |                   |    |          |                   |          |  |  |       |       |       |
|  | Mark Trumbo (BAL)       | Mark Trumbo (BAL)       | 16          |                   |    |          |                   |          |  |  |       |       |       |
|  | Corey Seager (LAD)      | Corey Seager (LAD)      | 15          |                   |    |          |                   |          |  |  |       |       |       |
|  | Corey Seager (LAD)      | Corey Seager (LAD)      | 15          |                   |    | 1        | Mark Trumbo       | 14       |  |  |       |       |       |
|  |                         |                         |             |                   |    | 1        | Mark Trumbo       | 14       |  |  |       |       |       |
|  |                         |                         | 5           | Giancarlo Stanton | 17 |          |                   |          |  |  |       |       |       |
|  | Robinson Canó (SEA)     | Robinson Canó (SEA)     | 5           | Giancarlo Stanton | 17 | 7        |                   |          |  |  |       |       |       |
|  | Robinson Canó (SEA)     | Robinson Canó (SEA)     |             |                   |    |          |                   |          |  |  |       |       |       |
|  | Giancarlo Stanton (MIA) | Giancarlo Stanton (MIA) | 24          |                   |    |          |                   |          |  |  |       |       |       |
|  | Giancarlo Stanton (MIA) | Giancarlo Stanton (MIA) | 24          |                   |    | 5        | Giancarlo Stanton | 20       |  |  |       |       |       |
|  |                         |                         |             |                   |    |          |                   |          |  |  |       |       |       |
|  |                         |                         | 2           | Todd Frazier      | 13 |          |                   |          |  |  |       |       |       |
|  | Adam Duvall (CIN)       | Adam Duvall (CIN)       | 2           | Todd Frazier      | 13 | 11       |                   |          |  |  |       |       |       |
|  | Adam Duvall (CIN)       | Adam Duvall (CIN)       |             |                   |    |          |                   |          |  |  |       |       |       |
|  | Wil Myers (SD)          | Wil Myers (SD)          | 10          |                   |    |          |                   |          |  |  |       |       |       |
|  | Wil Myers (SD)          | Wil Myers (SD)          | 10          |                   |    | 3        | Adam Duvall       | 15       |  |  |       |       |       |
|  |                         |                         |             |                   |    | 3        | Adam Duvall       | 15       |  |  |       |       |       |
|  |                         |                         | 2           | Todd Frazier      | 16 |          |                   |          |  |  |       |       |       |
|  | Todd Frazier (CWS)      | Todd Frazier (CWS)      | 2           | Todd Frazier      | 16 | 13       |                   |          |  |  |       |       |       |
|  | Todd Frazier (CWS)      | Todd Frazier (CWS)      |             |                   |    |          |                   |          |  |  |       |       |       |
|  | Carlos González (COL)   | Carlos González (COL)   | 12          |                   |    |          |                   |          |  |  |       |       |       |
|  | Carlos González (COL)   | Carlos González (COL)   | 12          |                   |    |          |                   |          |  |  |       |       |       |